# Can Ginebreda d'Espasens
Can Ginebreda d'Espasens és una masia de Fontcoberta (Pla de l'Estany) inclosa a l'Inventari del Patrimoni Arquitectònic de Catalunya.

## Descripció
Ample conjunt edificat que presenta la masia principal, un conjunt d'edificis annexes (cobertes, quadres...) i un mur de tanca (barri) del pati, amb ampli portal d'accés. L'edifici principal presenta murs de maçoneria, amb fragments amb carreus, restes d'arrebossat. La porta principal és dovellada i les finestres són amb carreus i llindes planes, cobertes amb teula àrab.